# Acampe
 Acampe es un género con siete especies de orquídeas monopodiales y epífitas de la subtribu Sarcanthinae. De ellas se extrae una esencia para perfumes. Comprende 28 especies descritas y de estas, solo 7 aceptadas.

## Descripción
Estas especies tienen un desarrollo lento formando unas parras de tamaño medio que en la naturaleza forman grandes masas. Se hacen de notar por sus hojas gruesas, coriáceas y dísticas.
Estas orquídeas tienen unas flores de pequeñas a tamaño medio y muy olorosas, de un color amarillo con bandas marrones. Producen de pocas a numerosas flores en una inflorescencia en racimo. Los frágiles sépalos y pétalos son similares.
El labelo blanco y con forma de oreja tiene o forma de saco o con una espuela, y con marcas rojas en la base. 
La columna es corta y carnosa y tiene dos céreos sacos de polinia.
Debido al gran tamaño de la planta y las flores pequeñas estas orquídeas no son muy cultivadas.

## Hábitat
Esta especie epífita monopodial se distribuye desde África hasta la India, por el Este hasta China y por el Sur hasta Malasia, Indonesia, las Filipinas y Nueva Guinea. 

## Taxonomía
El género fue descrito por John Lindley y publicado en Folia Orchidacea. Acampe 1. 1853.
Etimología
Acampe: nombre genérico que deriva de la palabra griega "akampas" = "rígido" refiriéndose a sus pequeñas e inflexibles flores.

## Especies aceptadas
A continuación se brinda un listado de las especies del género Acampe aceptadas hasta marzo de 2013, ordenadas alfabéticamente. Para cada una se indica el nombre binomial seguido del autor, abreviado según las convenciones y usos.
- Acampe carinata (Griff.) Panigrahi
- Acampe cephalotes Lindl.
- Acampe joiceyana (J.J.Sm.) Seidenf.
- Acampe ochracea (Lindl.) Hochr.
- Acampe pachyglossa Rchb.f.
- Acampe praemorsa (Roxb.) Blatt. & McCann
- Acampe rigida (Buch.-Ham. ex Sm.) P.F.Hunt